# 에키티주

에키티주의 위치

에키티주(영어: Ekiti State)는 나이지리아의 남서부에 있는 주로, 주도는 아도에키티이다. 면적은 6,353km2이며, 인구는 2,737,186명(2005년)이다. 1996년 10월 1일 온도주에서 분리되어 신설되었다. 북쪽으로는 콰라주, 남쪽으로는 온도주, 서쪽으로는 오순주, 동쪽으로는 코기주와 접한다.